# Азізов Магомед Курбанович
Магомед Курбанович Азізов (рос. Азизов Магомед Курбанович; нар. 12 травня 1969, Махачкала, Дагестан) — російський борець вільного стилю даргинського походження, чемпіон та дворазовий бронзовий призер чемпіонатів світу, чотириразовий чемпіон Європи, срібний призер Кубку світу, учасник двох Олімпійських ігор. Заслужений майстер спорту з вільної боротьби. Заслужений тренер Росії.

## Життєпис
Боротьбою почав займатися з 1982 року. У 1988 році у складі молодіжної збірної СРСР став водарем Кубку світу.
Виступав за «Динамо» Махачкала, ШВСМ Махачкала, СКА Ставрополь. Чемпіон СНД (1992 — до 62 кг). Срібний призер чемпіонату Росії (1993 — до 62 кг).
Тренери — Абдулазіз Азізов, Сайгід Гаджієв. Абдулазіз Азізов — старший брат Магомеда, дворазовий чемпіон Росії, багаторазовий призер чемпіонатів СРСР, бронзовий призер чемпіонату Європи.
У 1992 році потрапив на Олімпіаду в Барселоні у складі Об'єднаної команди і посів там п'яте місце. Через чотири роки знову потрапив на Олімпійські ігри в Атланті, на цей раз у складі збірної Росії, і теж став п'ятим.
Завершив спортивну кар'єру в 1998 році, після чого перейшов на тренерську роботу. З 27 січня 2009 року — старший тренер юніорської збірної команди Росії з вільної боротьби.
Випускник Дагестанського політехнічного інституту.

## Спортивні результати на міжнародних змаганнях

### Виступи на Олімпіадах
| Змагання                    | Збірна            | Вагова категорія          | Місце |
| --------------------------- | ----------------- | ------------------------- | ----- |
| Літні Олімпійські ігри 1992 | Об'єднана команда | вільна боротьба, до 62 кг | 5     |
| Літні Олімпійські ігри 1996 | Росія             | вільна боротьба, до 62 кг | 5     |

### Виступи на Чемпіонатах світу
| Змагання                        | Збірна | Вагова категорія          | Місце  |
| ------------------------------- | ------ | ------------------------- | ------ |
| Чемпіонат світу з боротьби 1994 | Росія  | вільна боротьба, до 62 кг | Золото |
| Чемпіонат світу з боротьби 1995 | Росія  | вільна боротьба, до 62 кг | Бронза |
| Чемпіонат світу з боротьби 1997 | Росія  | вільна боротьба, до 63 кг | Бронза |
| Чемпіонат світу з боротьби 1998 | Росія  | вільна боротьба, до 63 кг | 6      |

### Виступи на Чемпіонатах Європи
| Змагання                         | Збірна | Вагова категорія          | Місце  |
| -------------------------------- | ------ | ------------------------- | ------ |
| Чемпіонат Європи з боротьби 1993 | Росія  | вільна боротьба, до 62 кг | Золото |
| Чемпіонат Європи з боротьби 1994 | Росія  | вільна боротьба, до 62 кг | 17     |
| Чемпіонат Європи з боротьби 1995 | Росія  | вільна боротьба, до 62 кг | Золото |
| Чемпіонат Європи з боротьби 1996 | Росія  | вільна боротьба, до 62 кг | Золото |
| Чемпіонат Європи з боротьби 1997 | Росія  | вільна боротьба, до 63 кг | Золото |

### Виступи на Кубках світу
| Змагання                    | Збірна | Вагова категорія          | Місце  |
| --------------------------- | ------ | ------------------------- | ------ |
| Кубок світу з боротьби 1995 | Росія  | вільна боротьба, до 62 кг | Срібло |

### Виступи на інших змаганнях
| Змагання                                | Збірна | Вагова категорія          | Місце  |
| --------------------------------------- | ------ | ------------------------- | ------ |
| Чемпіонат Росії з вільної боротьби 1993 | Росія  | до 62 кг                  | Срібло |
| Тестовий турнір FILA 1998               | Росія  | вільна боротьба, до 69 кг | 5      |
| Ігри доброї волі 1998                   | Росія  | вільна боротьба, до 63 кг | Бронза |

### Виступи на змаганнях молодших вікових груп
| Змагання                                 | Збірна | Вагова категорія          | Місце  |
| ---------------------------------------- | ------ | ------------------------- | ------ |
| Кубок світу з боротьби серед молоді 1988 | СРСР   | вільна боротьба, до 62 кг | Золото |